# Karstenia sorbina
Karstenia sorbina är en svampart som först beskrevs av Petter Adolf Karsten, och fick sitt nu gällande namn av Petter Adolf Karsten 1885. Karstenia sorbina ingår i släktet Karstenia, ordningen Rhytismatales, klassen Leotiomycetes, divisionen sporsäcksvampar och riket svampar.   Inga underarter finns listade i Catalogue of Life.